# Хойли
Хойли́ (кит. упр. 会理, пиньинь Huìlǐ) — городской уезд Ляншань-Ийского автономного округа провинции Сычуань (КНР).

## История
При империи Хань в 111 году до н. э. были созданы уезды Хойу (会无县) и Саньцзян (三绛县). При империи Цзинь в 282 году уезд Саньцзян был присоединён к уезду Хойу. При южной династии Сун уезд был ликвидирован. При империи Тан был созден уезд Хойчуань (会川县). При империи Сун была образована Хойчуаньская управа (会川府). При империи Цин в 1662 году была создана область Хойли (会理州).
После Синьхайской революции в 1913 году область была преобразована в уезд — так появился уезд Хойли. В 1931 году из уезда Хойли был выделен уезд Ниннань. В 1939 году была образована провинция Сикан, и уезд вошёл в её состав. В 1950 году уезд вошёл в состав Специального района Сичан (西昌专区). В 1952 году восточная часть уезда была передана в состав нового уезда Хуэйдун. В 1955 году провинция Сикан была расформирована, и Специальный район Сичан был передан в состав провинции Сычуань. В 1970 году Специальный район Сичан был переименован в Округ Сичан (西昌地区).
В 1978 году Округ Сичан был расформирован, и уезд Хойли вошёл в состав Ляншань-Ийского автономного округа.
В 2021 году уезд Хойли был преобразован в городской уезд.

## Административное деление
Городской уезд Хойли делится на 3 уличных комитета, 13 посёлков, 3 волости и 1 национальную волость.